# Константин Малаки
Константин Малаки (рум. Constantin Malachi; Шилтигем, 11. април 1997) молдавски је пливач чија ужа специјалност су спринтерске трке слободним и прсним стилом. 

## Спортска каријера
Малаки је дебитовао на међународној сцени за репрзентацију Молдавије на светском првенству у великим базенима у корејском Квангџуу 2019, где је наступио у три квалификационе трке. У трци на 50 слободно заузео је 54. место, на 50 прсно је био 57, док је као члан микс штафете на 4×100 мешовито заузео укупно 22. место.
Учествовао је и на европском првенству у малим базенима у Глазгову 2019. где му је најбољи резултат било 41. место у квалификацијама трке на 100 прсно. 